# Equisetum variegatum
Equisetum variegatum es una planta perteneciente a la familia Equisetaceae donde se incluye la cola de caballo y sus similares.

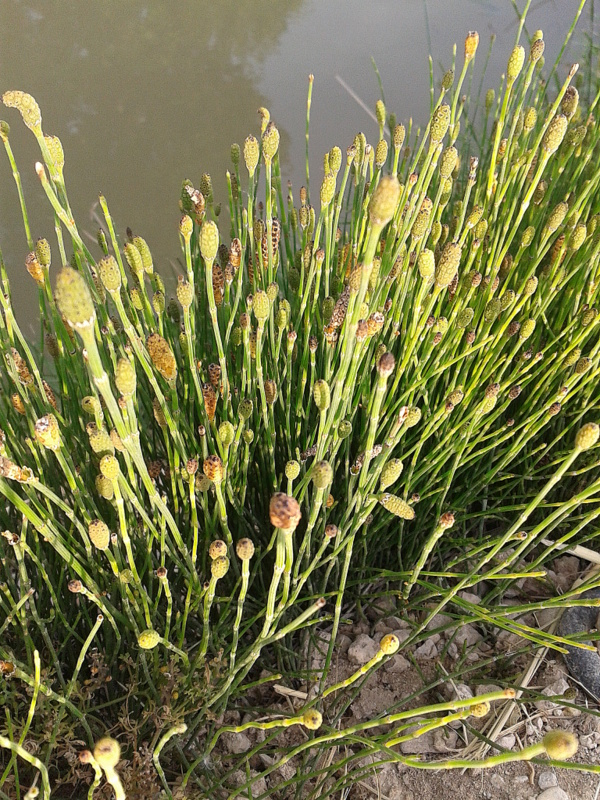
Comunidad de Equisetum variegatum en la cima de un talud o escarpe, a 2 metros sobre un canal artificial en Zaragoza (41º 38m 28s N 0º 57m 0s W 296,100)

## Descripción
La cola de caballo variegada [sic] o Equisetum variegatum, es una planta de tallos de hasta 40 cm, simples, verdes, con menos de 10 costillas, aplanadas, cada una con 2 filas de tubérculos aislados, aparentando por ello ser asurcadas; vainas ligeramente ensanchadas en la parte superior, verdes, con una banda negra en la base de los dientes; estos con 1 surco central profundo y otros 2 menos marcados a ambos lados, con un reborde membranáceo ancho, blanquecino, y prolongados en un apéndice filiforme caedizo. 
Pero las láminas con que se ilustran no reflejan los apéndices filiformes que sí se constatan en los ejemplares encontrados sobre el terreno y en otras imágenes tomadas sobre diferentes ejemplares, así como en el catálogo de flora de la USDA

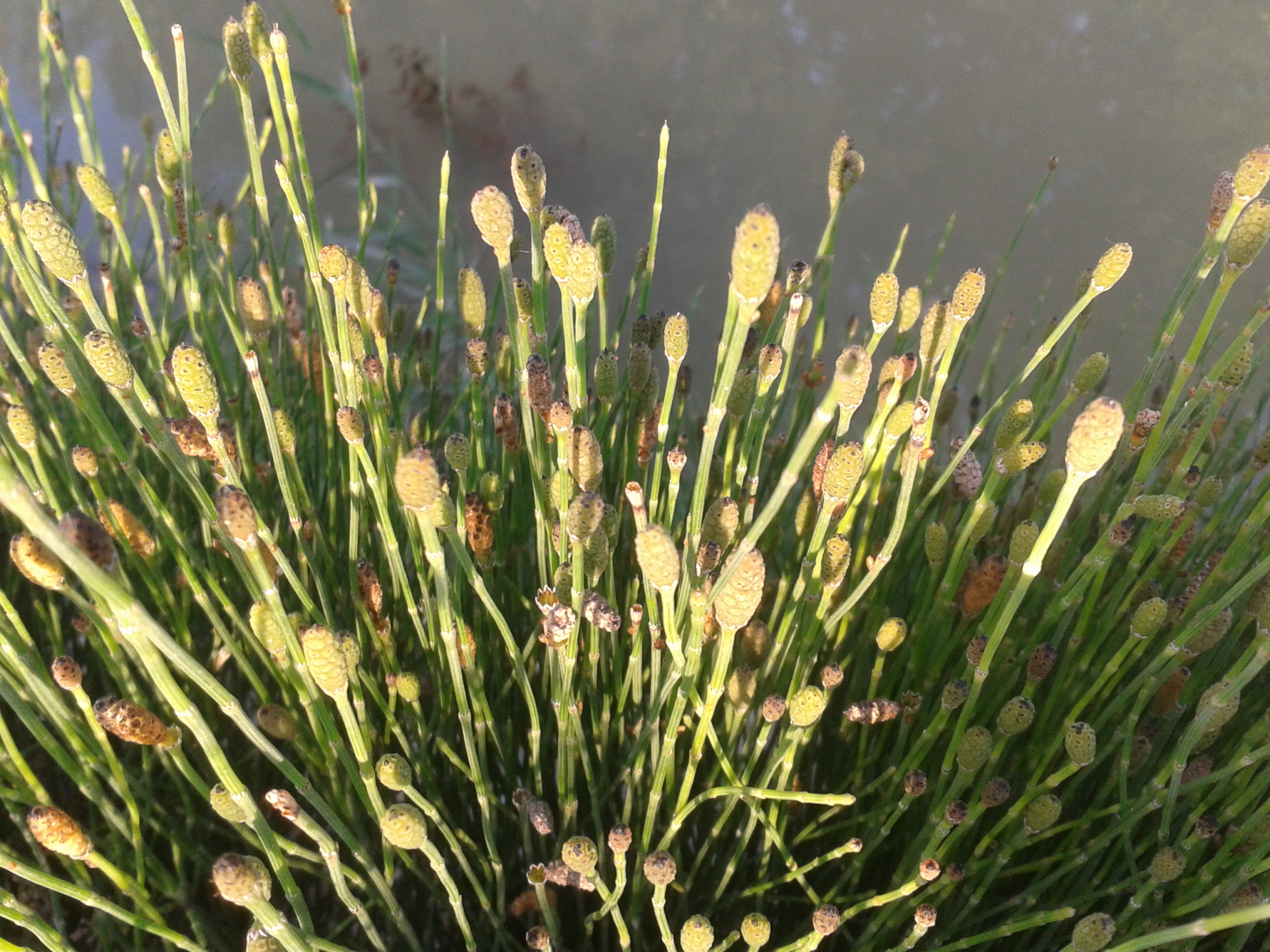
Imagen de varios ejemplares de E. variegatum en donde se aprecian los apéndices o mucrones de los estróbilos

La página de Wikipedia en inglés sobre esta especie difiere en cuanto a la descripción:

## Distribución y hábitat
Según Flora Ibérica esta especie se distribuye por Pirineos y Cordillera Cantábrica, sobre suelos húmedos y turbosos, junto a cursos y manantiales de aguas frías en montañas calizas.

## Taxonomía
Equisetum variegatum fue descrita por Schleich. ex F.Weber & D.Mohr y publicado en Botanisches Taschenbuch 60, 447. 1807
Etimología
Equisetum: nombre genérico que proviene del latín: equus = (caballo) y seta (cerda).
variegatum: epíteto latíno que significa "jaspeado".
Sinónimos
- Equisetum hyemale subsp. variegatum A. Braun
- Equisetum variegatum subsp. variegatum
- Equisetum variegatum var. variegatum
- Hippochaete variegata Bruhin[3]